# Spigelia
Spigelia är ett släkte av tvåhjärtbladiga växter. Spigelia ingår i familjen Loganiaceae.

## Dottertaxa tillSpigelia, i alfabetisk ordning[1]
- Spigelia aceifolia
- Spigelia alabamensis
- Spigelia amambaiensis
- Spigelia amazonica
- Spigelia ambigua
- Spigelia amplexicaulis
- Spigelia andersonii
- Spigelia andina
- Spigelia anthelmia
- Spigelia asperifolia
- Spigelia beccabungoides
- Spigelia beyrichiana
- Spigelia blanchetiana
- Spigelia brachystachya
- Spigelia breviflora
- Spigelia caaguazuensis
- Spigelia carnosa
- Spigelia cascatensis
- Spigelia catarinensis
- Spigelia chiapensis
- Spigelia chocoensis
- Spigelia cipoensis
- Spigelia coelostylioides
- Spigelia colimensis
- Spigelia coulteriana
- Spigelia cremnophila
- Spigelia dusenii
- Spigelia elsieana
- Spigelia flava
- Spigelia flemingiana
- Spigelia fontellae
- Spigelia gentianoides
- Spigelia genuflexa
- Spigelia glabrata
- Spigelia gracilis
- Spigelia guianensis
- Spigelia hamelioides
- Spigelia hatschbachii
- Spigelia hedyotidea
- Spigelia heliotropoides
- Spigelia herzogiana
- Spigelia hirtula
- Spigelia humboldtiana
- Spigelia hurleyi
- Spigelia insignis
- Spigelia kleinii
- Spigelia kuhlmannii
- Spigelia laurina
- Spigelia leiocarpa
- Spigelia linarioides
- Spigelia loganioides
- Spigelia longiflora
- Spigelia luciatlantica
- Spigelia lundiana
- Spigelia macrophylla
- Spigelia marilandica
- Spigelia martiana
- Spigelia megapotamica
- Spigelia nana
- Spigelia nicotianiflora
- Spigelia novogranatensis
- Spigelia olfersiana
- Spigelia palmeri
- Spigelia paraguayensis
- Spigelia pedunculata
- Spigelia petiolata
- Spigelia polystachya
- Spigelia pulchella
- Spigelia pusilla
- Spigelia pygmaea
- Spigelia queretarensis
- Spigelia ramosa
- Spigelia riedeliana
- Spigelia riparia
- Spigelia rojasiana
- Spigelia rondoniensis
- Spigelia scabrella
- Spigelia schlechtendaliana
- Spigelia schultesii
- Spigelia sellowiana
- Spigelia sordida
- Spigelia spartioides
- Spigelia speciosa
- Spigelia sphagnicola
- Spigelia splendens
- Spigelia stenocardia
- Spigelia stenophylla
- Spigelia tetraptera
- Spigelia texana
- Spigelia trispicata
- Spigelia valenzuelae
- Spigelia vestita